# الاتصالات السلكية واللاسلكية في جنوب إفريقيا

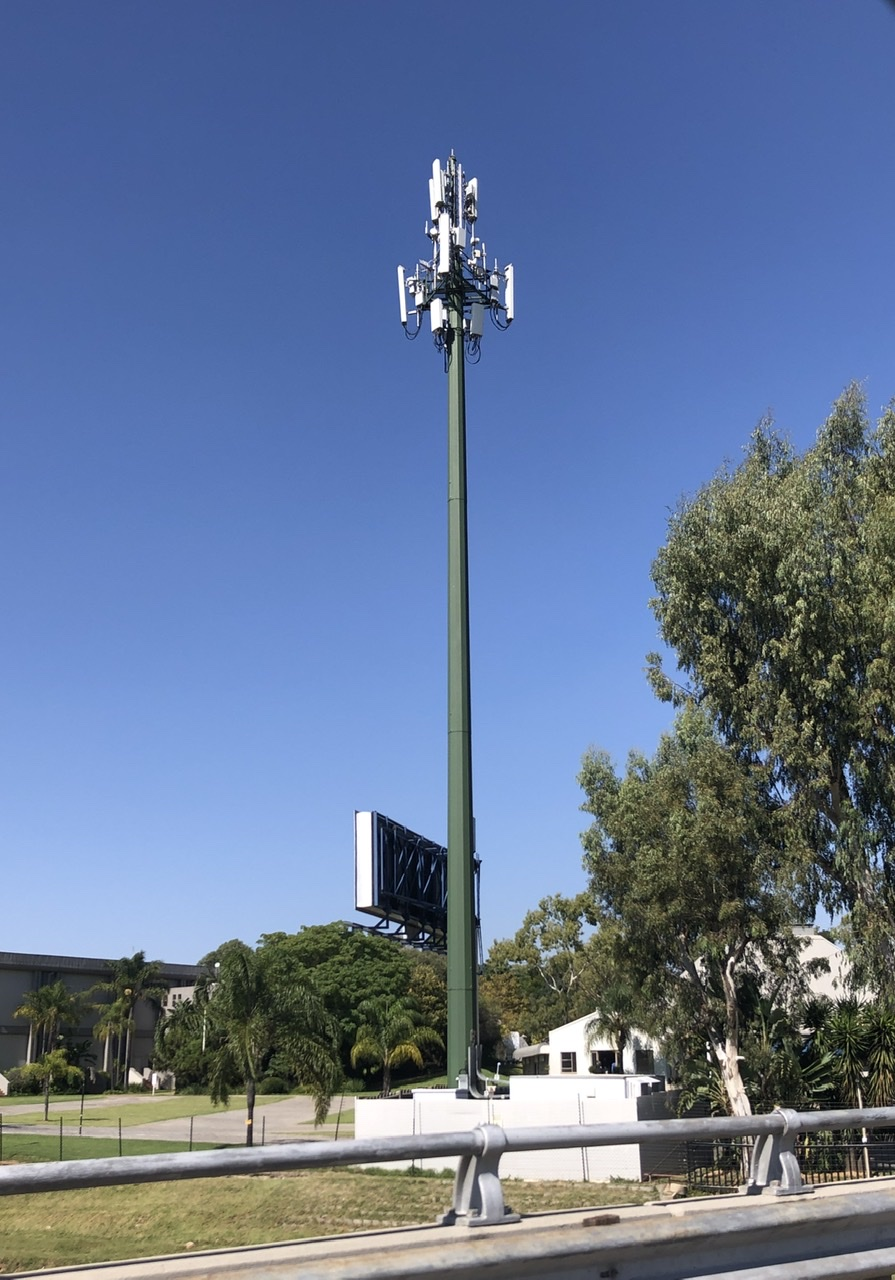
برج 5 جي للاتصالات في جوهانسبرج

توفر البنية التحتية للاتصالات السلكية واللاسلكية في جنوب إفريقيا خدمات حديثة وفعالة للمناطق الحضرية، تتضمن الخدمات الخلوية والإنترنت. هيئة الاتصالات المستقلة في جنوب إفريقيا هي الجهة الرقابية على الاتصالات السلكية واللاسلكية في البلاد.
سنة 2019، خُصصت تليكوم، شركة الاتصالات شبه الحكومية في جنوب إفريقيا، جزئيًا ودخلت في شراكة ملكية إستراتيجية مع كونسورتيوم من شركتين، من ضمنها  إس بي سي، وهي شركة اتصالات أمريكية. في مقابل الحصرية –احتكار- لتقديم خدمات معينة مدة 5 سنوات، التزمت شركة تيلكوم بتسهيل تحديث الشبكة والتوسع في المناطق غير المخدومة.
كان من المقرر ترخيص مشغل شبكة ثانٍ للتنافس مع تيلكوم عبر مجموعة خدماتها سنة 2002، مع أن هذا الترخيص لم يُسلم رسميًا إلا في أواخر عام 2005 وقد بدأ حديثًا العمل تحت اسم نيوتيل.
يوجد في جنوب إفريقيا أربع شركات اتصالات جوال مرخصة: إم تي إن، وفوداكم (مملوكة في غالبيتها لشركة فودافون البريطانية)، وسيل سي (75٪ مملوكة لشركة سعودي أوجيه، وهي شركة اتصالات دولية قابضة)، و8 تي إيه، وهي شركة تابعة لشركة تيلكوم. سنة 2012، قدر انتشار الهاتف المحمول بأكثر من 10٪، وهي واحدة من أعلى المعدلات في العالم. سنة 2019، بلغت نسبة انتشار الهاتف المحمول 95٪.
يتحكم في سوق الهاتف المحمول في جنوب إفريقيا أربعة من مزودي الخدمات الخلوية: فوداكم و«إم تي إن» و«سيل سي» وتيلكوم «جوال»، التي تديرها تيلكوم، مع سيطرة فوداكم و«إم تي إن»، على 75٪ من حصة السوق. تعد هيئة الاتصالات المستقلة في جنوب إفريقيا  أن خدمات العلامات التجارية للهاتف المحمول تتركز بدرجة كبير في الدولة. أُطلقت «رين» سنة 2018 مزودًا جديدًا لتقديم خدمات البيانات فقط للعملاء.  

## تاريخ
كان أول استخدام للاتصالات السلكية واللاسلكية في جمهورية جنوب إفريقيا هو خط تلغراف واحد يربط كيب تاون وسيمونستاون. أُطلق أول تلغراف في 2 ديسمبر 1859، وافتتحت شركة رأس الرجاء الصالح للتلغراف الخط في أبريل 1860.
وقت تطوير شركة بيل للهاتف لصناعة الهاتف بعد سنة 1876، أُدخلت روابط التلغراف المبكرة تحت سطح البحر، التي ربطت أولًا ديربان وأوروبا، ثم ربطت الدولة فيما بعد ببقية العالم. سنة 1879، بدأ أول نظام كابل بحري يربط جنوب إفريقيا بأوروبا في العمل، بواسطة كابل الساحل الشرقي لشركة التلغراف الجنوب إفريقية، وهو كبل أحادي القناة.
سنة 1889، رُكب أول كابل بحري للساحل الغربي من كيب تاون إلى أوروبا. رُبط كابل 1584 نانومتر المقدم من سي إس سكوشيا بكابلات شركات التلغراف في غرب إفريقيا. نفذت تيلكوم الروابط.
في منتصف القرن العشرين، تم أيضًا تشغيل كابلات الهاتف تحت البحر. سنة 1986، وُضع كابل سات-1. وُصل من مدينة ميلكبوسترند، جنوب إفريقيا إلى سيسيمبرا، البرتغال. واصلت  الشبكة التطور بواسطة التمويل الداخلي في سوق شديد التنظيم مع تطور التكنولوجيا الدولية. في هذه المرحلة، شُغلت الخدمات الهاتفية من قبل مكتب بريد جنوب إفريقيا. في الستينيات، كانت جنوب إفريقيا متصلة بـ 72 دولة وبلغ إجمالي المكالمات الدولية السنوية الصادرة أكثر من 28,800.
تأسست تيلكوم في 30 سبتمبر 1991 شركةً عامة ذات مسؤولية محدودة، مسجلة بموجب قانون الشركات في جنوب إفريقيا، 61 لعام 1973، بصيغته المعدلة. سنة 1993، عُرض جي إس إم في تيلكوم 93 في كيب تاون. سنة 1994 أُطلقت أولى شبكات جي إس إم في إفريقيا في جنوب إفريقيا.